# Bailleul (Somme)
Bailleul é uma comuna francesa na região administrativa de Altos da França, no departamento de Somme. Estende-se por uma área de 14,06 km². Em 2010 a comuna tinha 262 habitantes (densidade: 18,6 hab./km²).